# Isostichopus fuscus
Espèce
Statut de conservation UICN

 EN A2bd : En danger
Statut CITES
Isostichopus fuscus est une espèce d'holothurie de la famille des Stichopodidae.

## Description et caractéristiques
C'est une grosse holothurie au tégument épais et à la silhouette plus ou moins anguleuse, hérissée de séries de papilles charnues. La couleur de fond varie du gris clair au brun foncé, et les papilles du jaune vif au brun sombre. 

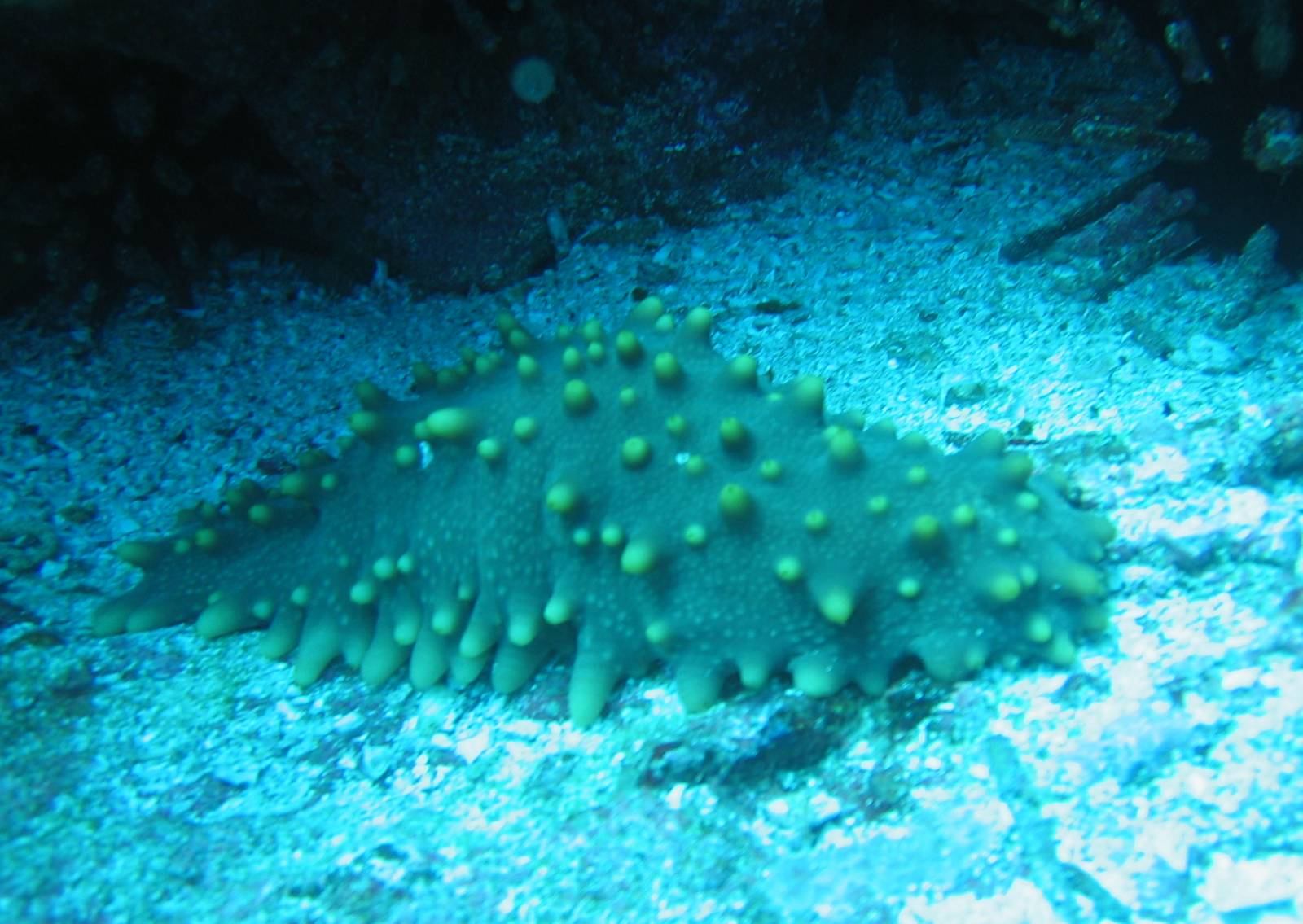
Isostichopus fuscus aux Galápagos.
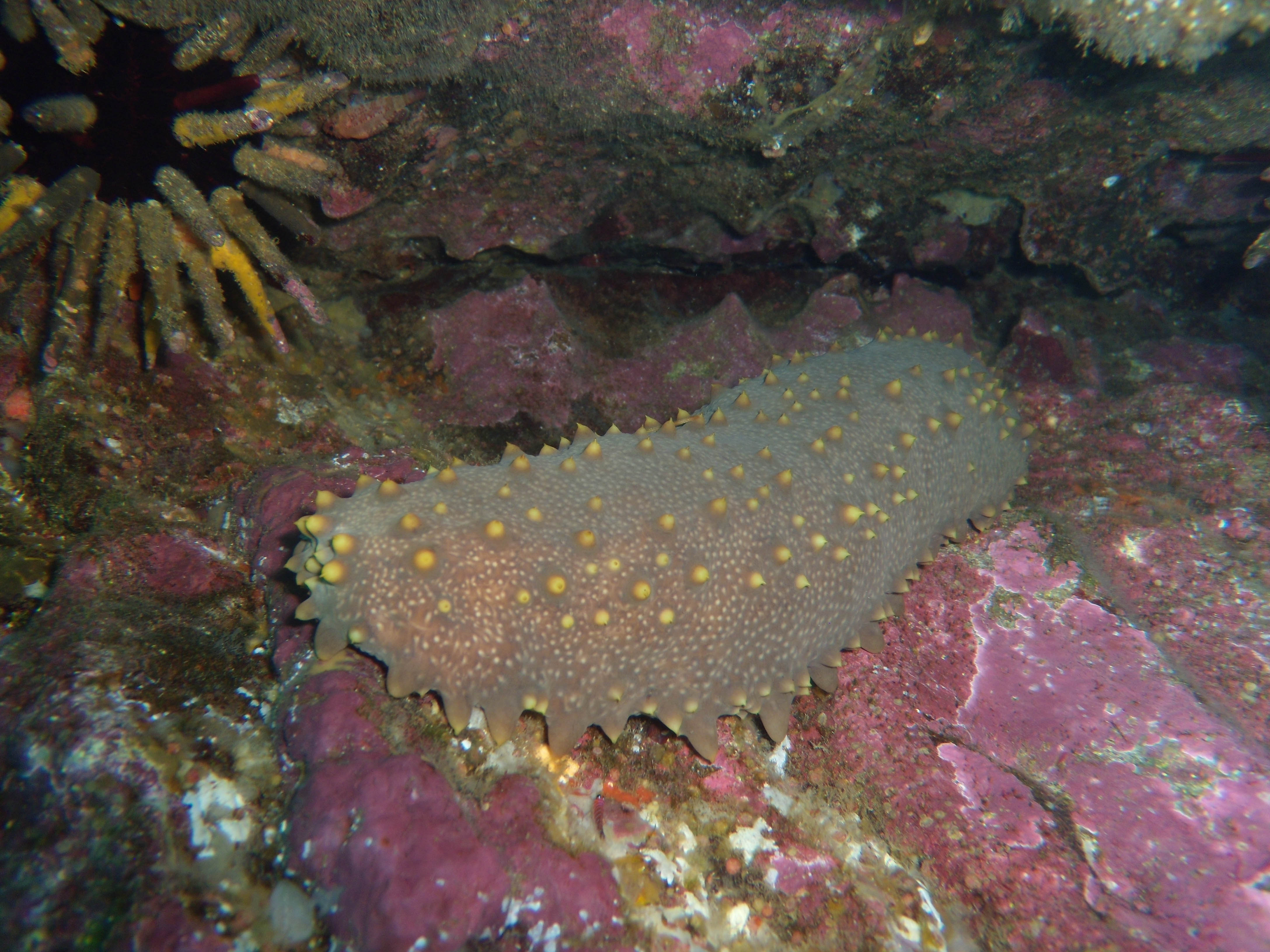
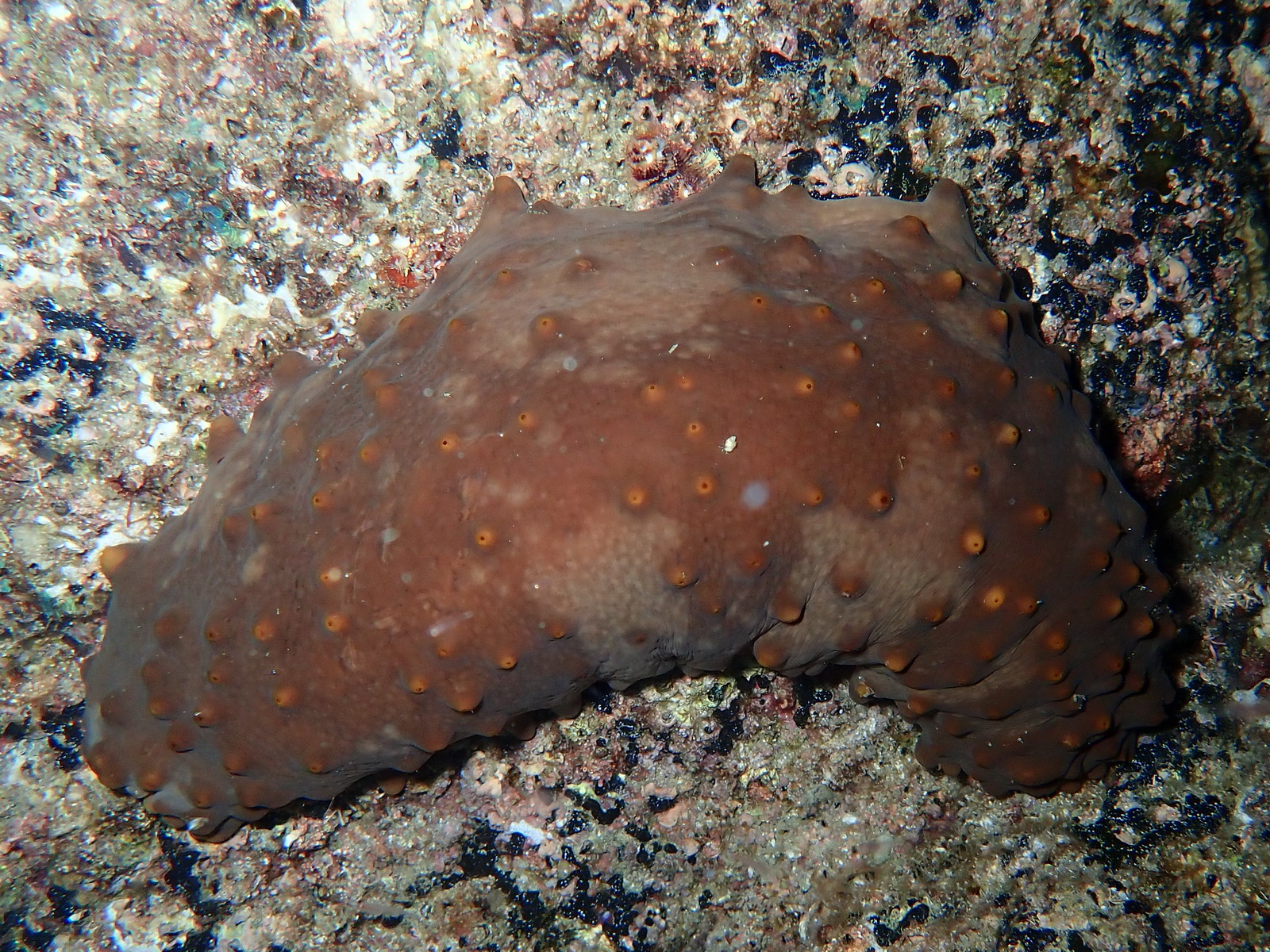

## Habitat et répartition
On trouve cette espèce dans l'océan Pacifique est, le long des côtes des deux Amériques et aux Galapagos. Elle est en forte régression du fait de sa surpêche, et considérée comme en danger d'extinction.